# Diecezja Barrancabermeja
Diecezja Barrancabermeja (łac. Dioecesis Barrancabermeiensis, hisz. Diócesis de Barrancabermeja) – rzymskokatolicka diecezja w Kolumbii. Biskup Barrancabermeja jest sufraganem arcybiskupa Bucaramanga.

## Historia
2 kwietnia 1928 roku papież Pius XI mocą konstytucji apostolskiej Dominici gregis regiminis erygował prałaturę terytorialną Rio Magdalena. Dotychczas wierni z tych terenów należeli do diecezji Nowa Pamplona i Socorro y San Gil.
18 kwietnia 1950 roku prałatura Rio Magdalena została zastąpiona wikariatem apostolskim Barrancabermeja.
27 października 1962 roku papież Jan XXIII konstytucją apostolską Divina Christi verba podniósł wikariat apostolski do rangi diecezji. 

Mapa diecezji

## Główne świątynie
- Katedra: Katedra Maryi Niepokalanej w Barrancabermeja

## Ordynariusze

### Prałaci Río Magdalena
- Carlo Ilario Currea SJ (1929 - 1932)
- Raffaello Toro SJ (1932 - 1947)
- Bernardo Arango Henao SJ (1947 - 1950)

### Wikariusz apostolski Barrancabermeja
- Bernardo Arango Henao SJ (1950 - 1962)

### Biskupi Barrancabermeja
- Bernardo Arango Henao SJ (1962 - 1983)
- Juan Francisco Sarasti Jaramillo CIM (1983 - 1993)
- Jaime Prieto Amaya (1993 - 2008)
- Camilo Fernando Castrellón Pizano SDB (2009 - 2020)
- Ovidio Giraldo Velásquez (od 2020)